# Dantalion

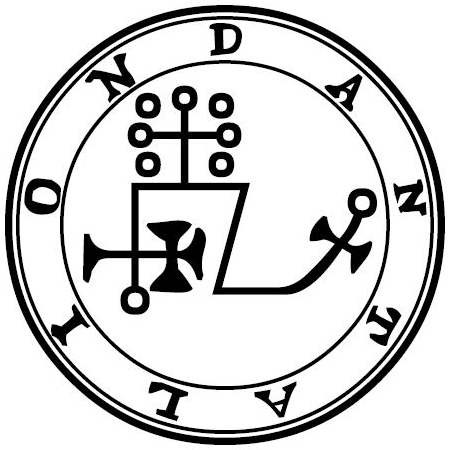
Le sceau de Dantalion selon Mathers.

Dantalion est un démon issu des croyances de la goétie, science occulte de l'invocation d'entités démoniaques. 
Le Lemegeton le mentionne en 71e position de sa liste de démons tandis que la Pseudomonarchia daemonum ne le mentionne pas. Selon l'ouvrage, Dantalion porte le titre de Duc et fait partie des plus distingués démons de l'enfer. On le voit apparaître sous la forme d'un homme ayant belle allure et tenant un gros livre dans sa main droite. Dantalion est capable de lire dans les pensées de tous les êtres vivants et de les exploiter à son profit. Son plaisir est de provoquer des amours impossibles qui sèment le désarroi. Il dirige 36 légions infernales.